# Рыжегорлый гусеницеед
Рыжегорлый гусеницеед (лат. Conopophaga lineata) — вид воробьиных птиц из семейства гусеницеедовых (Conopophagidae). Обитает в подлесках и кустарниках в восточной части Бразилии от севера штата Риу-Гранди-ду-Сул до Сеары. Его ареал также простирается на востоке Парагвая и северо-востоке Аргентины, а недавно он был отмечен в Уругвае. Эту птица зачастую трудно поймать и заметить, однако она наиболее обычная и менее застенчивая, чем другие гусеницееды.
Рыжегорлый гусеницеед — небольшая, пухленькая птица, 13 см длиной, с коротким хвостом и довольно длинными ножками. Оперение, в основном, красновато-коричневое. Над глазом есть белая (серая у самок) полоса, которая заканчивается на пучке перьев. Голос — серия тихих писков, которые постепенно становятся быстрыми и громкими. В сумерках и на рассвете самцы с помощью маховых перьев создают жужжащий звук, как только они пролетают над своей территорией.
Рыжегорлый гусеницеед охотится, быстро двигаясь с одной высоты на другую через подлески у поверхности земли. Когда птица замечает насекомое, она совершает короткий полёт вниз к земле или у верхних листьев, чтобы поймать его.
Гнездо строится из веток и мха на дереве в виде чаши. Самка откладывает два тёмно-окрашенных яйца овальной или слегка конической формы.
Количество подвидов неясно, но, как правило, общепризнанными являются три: Conopophaga lineata lineata, Conopophaga lineata vulgaris и Conopophaga lineata cearae. Последний подвид обитает на северо-востоке Бразилии, и отличается от других птиц и вокализацией, и морфологией. У него более тёмная, оранжево-жёлтая окраска и отсутствует (или почти отсутствует) белый полумесяц, видимый на верхней части груди остальных подвидов. В XXI веке его рассматривают в качестве самостоятельного вида Conopophaga cearae.